# Naturalizzazione
La naturalizzazione è l'acquisizione della cittadinanza da parte di uno straniero a seguito di un atto della pubblica autorità, subordinatamente alla sussistenza di determinati requisiti (quali, ad esempio, la residenza per un dato periodo sul territorio nazionale, l'assenza di precedenti penali, la rinuncia alla cittadinanza d'origine, il matrimonio con un cittadino dello Stato dí naturalizzazione, meriti particolari).
In caso di accordi bilaterali tra Paesi, come tra Italia e Stati Uniti d'America, è possibile detenere la doppia cittadinanza. A sottolinearne la solennità, in molti ordinamenti giuridici la concessione della cittadinanza spetta, almeno formalmente, al capo di Stato.

## Nel mondo

Anni di residenza richiesti per la naturalizzazione nei vari Stati del mondo:
2 anni
2,5 anni
3 anni
4 anni
5 anni
7 anni
8 anni
9 anni
10 anni
12 anni
14 anni
15 anni
20 anni
25 anni
30 anni
35 anni
Naturalizzazione non consentita
Dati non disponibili

2 anni
     2,5 anni
     3 anni
     4 anni
     5 anni
     7 anni
     8 anni
     9 anni
     10 anni
     12 anni
     14 anni
     15 anni
     20 anni
     25 anni
     30 anni
     35 anni
     Naturalizzazione non consentita
     Dati non disponibili

### Arabia Saudita
In Arabia Saudita è possibile ottenere la cittadinanza dopo 10 anni consecutivi di residenza. Una volta ottenuta, la precedente cittadinanza non è riconosciuta.

### Argentina
Per ottenere la cittadinanza in Argentina sono necessari almeno due anni di residenza continuativa ed è permessa la doppia cittadinanza.

### Canada
In Canada sono richiesti 3 anni (1095 giorni) di residenza permanente sul territorio nell'arco di 5 anni. Vale anche la residenza temporanea, ma conta la metà. È permessa la doppia cittadinanza.

### Emirati Arabi Uniti
Negli Emirati Arabi Uniti è possibile ottenerla, ai sensi dell'articolo 8 della Legge federale n. 17, dopo 20 anni di residenza, a condizione che il richiedente non sia mai stato condannato per un reato e che sappia parlare correntemente l'arabo.

### Francia
La cittadinanza francese è concessa a chi è nato in Francia e ha almeno un genitore francese (o nato in Francia), nonché ai nati all'estero da padre o madre francese. I nati in Francia da genitori stranieri possono acquisire la cittadinanza quando raggiungono la maggiore età, se in quel momento risiedono in Francia e provano di avervi risieduto abitualmente, a partire dall'età di undici anni, in modo continuativo o discontinuo, per cinque anni complessivi.
La cittadinanza può essere acquisita dopo quattro anni di matrimonio con un francese.
Viene concessa agli stranieri che hanno un permesso di soggiorno e soddisfano i seguenti requisiti: residenza abituale e continua in Francia con la loro famiglia per cinque anni, comprovata integrazione nella società francese, possesso di requisiti di lealtà e riservatezza, assenza di condanne per un crimine o delitto contro gli interessi fondamentali della Nazione, per terrorismo, o altri reati che comportano una pena uguale o superiore a sei mesi di reclusione.

### Germania
La Repubblica Federale Tedesca concede la cittadinanza agli stranieri che soddisfano tutte queste condizioni: residenza in Germania da almeno otto anni senza interruzioni; conoscenza certificata della lingua tedesca (livello B1); superamento del cosiddetto Einbürgerungstest (test con  domande a risposte multiple su geografia, società, cultura generale e funzionamento delle istituzioni della Germania); autosufficienza economica e nessun ricorso a sussidi sociali o di disoccupazione; assenza di reati.
Il requisito della residenza continuativa è ridotto a tre anni per gli stranieri sposati da almeno due anni con cittadini tedeschi.
È consentita la doppia cittadinanza solo ai cittadini dell'Unione europea e Svizzera, e solo se anche il paese di origine lo ammette.

### Italia
In Italia si può ottenere la cittadinanza dopo aver risieduto stabilmente e legalmente nel territorio nazionale, per almeno 10 anni come norma generale; ridotti a 5 anni per apolidi e rifugiati, maggiorenni adottati da cittadini italiani, stranieri che hanno prestato servizio alle dipendenze dello Stato; e a 4 anni per i cittadini di un altro Stato membro dell'Unione europea.
È possibile presentare la domanda di cittadinanza per matrimonio con un cittadino italiano dopo almeno due anni di residenza sul territorio italiano o tre anni dal matrimonio se si risiede all'estero. Infine, può essere concessa dal Presidente della Repubblica per meriti particolari. Con la legge n. 91/1992 il cittadino italiano che ha acquisito o riacquisito una cittadinanza straniera dopo il 15 agosto 1992 non perde il diritto alla cittadinanza italiana.

### Paesi Bassi
Nei Paesi Bassi, incluse Antille Olandesi e Aruba, si ottiene la cittadinanza dopo 5 anni consecutivi di residenza. La doppia cittadinanza è permessa solo in alcune circostanze, come nel caso di acquisizione della cittadinanza da parte del coniuge.

### Polonia
In Polonia bisogna essere nati o esser stati trovati sul territorio polacco, ma solo quando entrambi i genitori sono sconosciuti o non hanno alcuna cittadinanza. Un altro modo di acquisire la cittadinanza polacca è per rimpatrio: chi entra con un visto a scopo di rimpatrio la ottiene il giorno del suo arrivo in Polonia. Per stabilire se una persona è di origine polacca, è necessario dimostrare che i genitori o uno dei nonni o entrambi i bisnonni avevano la nazionalità polacca e che la persona ha un legame con la Polonia o la cultura polacca.

### Regno Unito
Nel Regno Unito si può acquisire la cittadinanza dopo sei anni di residenza stabile e legale e dopo aver superato due test (uno sulla conoscenza della lingua inglese e uno sulla conoscenza delle istituzioni). Il tempo di residenza, sempre stabile e legale, si abbrevia a tre anni nel caso di stranieri coniugi di cittadini britannici.

### San Marino
Si può acquisire la cittadinanza sammarinese dopo 20 anni di residenza o dopo 10 anni di matrimonio con un cittadino sammarinese.